# Wilhelm Maas (Theologe)
Wilhelm Maria Maas (* 1937 in Witten; † 21. Mai 2012 in Trier) war ein deutscher Theologe und Islamforscher, der sich mit der Patristik, dem orthodoxen Christentum, der Anthroposophie und dem Buddhismus befasste.

## Leben und Wirken
Maas besuchte das Gymnasium Theodorianum in Paderborn. Er studierte klassische Philologie, Philosophie, katholische Theologie und Religionswissenschaften mit dem Schwerpunkt auf dem Islam. Von 1968 bis 1974 war er an der Theologischen Fakultät Paderborn Assistent von Heribert Mühlen, bei dem er 1974 promovierte. An der Theologischen Fakultät der Universität Freiburg habilitierte er sich 1979 bei Karl Lehmann. Hans Urs von Balthasar unterstützte die Arbeit und ließ sie im Johannes Verlag veröffentlichen. Als Mitarbeiter von Lehmann baute Maas das Theologische Zentrum der Universität Kassel mit auf, wo er als Professor für Systematische Theologie wirkte.
Er lebte einige Jahre in Stuttgart, wo er sich mit dem Werk Rudolf Steiners auseinandersetzte, freier Mitarbeiter im Verlag Urachhaus und für die theologische Forschungsstelle der Freien Hochschule der Christengemeinschaft tätig war. Er wirkte als Referent beim Weltkirchenrat in Genf und bei Pro Oriente in Wien. Nach Studien der arabischen Sprache und des Islam beteiligte Maas sich in den Jahren 1993/1994 mit seiner Frau Maria-Louise am biodynamischen Entwicklungsprojekt Sekem in Ägypten.
Die letzten zwölf Jahre seines Lebens verbrachte er in Trier. Zusammen mit Elisabeth Heckmann, Michael Frensch u. a. brachte er einer Studiengruppe das Werk des Mystikers Valentin Tomberg nahe, mit dem er sich über zwölf Jahre auseinandersetzte. Über Friederike Migneco kam er als Mitarbeiter zum Luxemburger Verlag Kairos Edition. „Am Kloster Himmerod wirkte Wilhelm Maas im Arbeitskreis für zisterziensische Spiritualität bis zu seinem Tod dafür, eine weiblich akzentuierte Ökotheologie im Geist von Alanus ab Insulis und Thomas Merton fruchtbar zu machen.“ Maas wurde im Kloster Himmerod beigesetzt.

## Werk
Seine bei Heribert Mühlen verfasste Dissertation Die Unveränderlichkeit Gottes, untersucht das Verhältnis des Gottesbildes griechischer Philosophen zum christlichen Verständnis. Aus Mühlens Nachlass gab er den Band Im-Wir-Sein heraus das eine Integrierung der abendländischen Orientierung auf das Subjekt in eine Wir-Philosophie anstrebt. Vor allem wurde Maas’ theologisches Denken von der Auseinandersetzung mit der Karsamtagstheologie der Mystikerin Adrienne von Speyr und des Theologen Hans Urs von Balthasar geprägt. Die theologische Beziehung von Maas zu Balthasar, die eine persönliche Bekanntschaft verband, schlug sich in der Habilitationsschrift von Maas Gott und die Hölle (5) nieder. Das Buch gilt als Referenzwerk über den Abstieg Christi in die Unterwelt. Das als Apostolisches Glaubensbekenntnis bezeichnete Credo in seiner lateinischen Fassung bildet das Fundament dieser Auseinandersetzung, in dem nicht die Unterwelt, sondern die Hölle als solche noch genannt wird.
Maas’ Werk dreht sich um die Frage der Erlösung durch die Liebe im Zeitalter des Nihilismus und Relativismus zurückführen. Er untersucht und begründet die Karsamstagstheologie vor dem Hintergrund des Alten und Neuen Testaments und will sie für heutige Menschen fruchtbar machen, indem er sie in existentielle Kategorien der Moderne überträgt, ohne in eine unlösbare Dialektik zwischen Glauben und Atheismus zu geraten. Sein Band Hölle-Abgrund der Existenz? Hölle und Höllenabstieg in der modernen Literatur und Malerei behandelt den Höllenabstieg Christi als Symbol für die Erfahrung Gott ist tot des heutigen Menschen im Spiegel der Kunst der Moderne.
Johannes Paul II. lud Maas als Referenten zum Thema „Das Geheimnis des Karsamstags“ in den Vatikan ein. Joseph Kardinal Ratzinger, der spätere Benedikt XVI. vertraute Maas in einer Sammlung von Aufsätzen zu den Glaubensartikeln, die er 1992 herausgab, den Artikel „Descendit ad inferos“ an.

## Monographien und Aufsätze
- Unveränderlichkeit Gottes. Zum Verhältnis von griechisch-philosophischer und christlicher Gotteslehre. München, Paderborn: Schöningh 1974, ISBN 978-3-506-76251-1
- Gott und die Hölle: Studien zum Descensus Christi, Einsiedeln: Johannes Verlag 1979, ISBN 978-3-265-10212-2
- Arabismus – Islam – Christentum : Konflikte und Konvergenzen, Urachhaus, Stuttgart, 1991, 236 S., ISBN 978-3-87838-916-3
- Im Namen des barmherzigen Gottes? Der Islam zwischen Fundamentalismus und Erneuerung. Stuttgart: Urachhaus 1999, ISBN 978-3-8251-7261-9
- Hölle – Abgrund der Existenz? Hölle und Höllenabstieg in der modernen Literatur und Malerei, Hrsg. von Gebhard Fürst, Akademie der Diözese Rottenburg-Stuttgart, Kleine Hohenheimer Reihe, Bd. 36, Stuttgart, 1999, 39 S., ISBN 978-3-926297-74-7, S. 39
- Abgestiegen zur Hölle : Aspekte eines vergessenen Glaubensartikels, Internationale katholische Zeitschrift « Communio », 10. Jahrgang, Januar–Februar 1981, 1/81, S. 1–18, Köln, Communio-Verlag, 1981
- Hinabgestiegen in das Reich des Todes : der Sinn d. Satzes in Bekenntnis und Lehre, Dichtung und Kunst, Hrsg. von Hans Urs von Balthasar, München, Zürich, Schnell und Steiner, 1982, S. 16, ISBN 978-3-7954-0121-4
- Das Geheimnis des Karsamstags, in: Adrienne von Speyr und ihre kirchliche Sendung : Akten des röm. Symposiums 27.–29. Sept. 1985 / 2. Internat. Kolloquium über Christl. Denken, veranst. von ISTRA (Istituto di Studi per la Transizione). Hrsg. von H. U. v. Balthasar, Georg Chantraine, Angelo Scola, Johannes Verlag, Einsiedeln, 1986, S. 128–146, ISBN 978-3-265-103068
- Il mistero del Sabato Santo in: La missione ecclesiale di Adrienne von Speyr : atti del 2. Colloquio Internazionale del Pensiero Cristiano / [promosso da] ISTRA, Istituto di Studi per la Transizionene. Introd. di Hans Urs von Balthasar. Trad. di Maria Tosetto ..., S. 133–143, Milano, Jaca Book, 1986
- Le Mystère du Samedi saint in: La mission ecclésiale d'Adrienne von Speyr : actes du colloque romain, 27–29 septembre 1985 / 2e Colloque International de la Pensée Chrétienne. Organisé par ISTRA (Istituto di Studi per la Transizione). Ed. par H. U. von Balthasar ..., Paris, Ed. Lethielleux, Namur, Culture et Vérité, 1987, S. 140–160, ISBN 2-283-61147-4
- Abgestiegen zur Hölle, in: Credo : ein theologisches Lesebuch, Joseph Ratzinger (Benedikt XVI., Papst Hrsg.); Peter Henrici (Hrsg.), Communio, Köln, 1992, S. 131–151, ISBN 3-921204-08-9
- Allah als Gott des Werdens, Interview mit Wilhelm Maas von Wolfgang Weirauch, Islamische Impressionen, Brücken zwischen Orient und Okzident, Flensburger Hefte 69, 2000, S. 72–104, ISBN 3-926841-96-6
- Valentin Tomberg, Rudolf Steiner und die römisch-katholische Kirche – Ihr Verständnis des päpstlichen Unfehlbarkeit, in: Valentin Tomberg, Leben, Werk, Wirkung. Band II Quellen und Beiträge zum Werk, Hrsg. Ramsteiner Kreis, S. 323–348, Schaffhausen, Novalis, 2000, S. 323–348, ISBN 3-907160-72-X
- Widerspruch zwischen Glauben und Vernunft : der Streit zwischen Bernhard von Clairvaux und Petrus Abaelard, gezeichnet als Wilhelm Maria Maas, in Novalis, 9/10, 2003, S. 22–25, Schaffhausen
- Pfad der Sehnsucht : Maria-Sophia als «Sitz der Weisheit», in Totus tuus : Marianisches Lesebuch zur Muttergottes-Oktave, Hrsg. von Volker Zotz und Friederike Migneco, Luxemburg, Kairos Edition, 2004, S. 103–119, ISBN 9782919771028
- Christliches im Buddhismus? in: Novalis, Dezember 2004
- Anwalt des Logos : Joseph Ratzinger als Philosoph und Theologe, in die Drei : Zeitschrift für Anthroposophie in Wissenschaft, Kunst und sozialem Leben, S. 5–8, Frankfurt, 75. Jahrgang, 7, Juli 2005,
- Tombergs Sophia-Lehre in: Valentin Tomberg, Leben, Werk, Wirkung : Teil: Bd. 1.2 1944–1973, Valentin Tombergs Leben, Elisabeth Heckmann und Michael Frensch, S. 609–615, Novalis, Schaffhausen, 2005, ISBN 3-907160-82-7
- Askese statt Martyrium ?- Konstantin und das frühe Mönchtum, in Bulgarien in Himmerod, Hrsg. Von Abt Bruno Fromme und Rumjana Zlatanova, S. 30–46, München, edition Biblion, 2008, ISBN 978-3-86688-026-9

## Herausgeberschaften
- Versuche, das Leiden und Sterben Jesu zu verstehen. Katholische Akademie der Erzdiözese Freiburg, München, Zürich: Schnell und Steiner 1983, ISBN 978-3-7954-0124-5
- Origenes: Über das Gebet. Textauswahl. Freie Hochschule der Christengemeinschaft, Veröffentlichungen der Akademie, 1997, Stuttgart
- Dionysius Areopagita: Über die mystische Theologie. Freie Hochschule der Christengemeinschaft, Veröffentlichungen der Akademie, Band 2, 1998, 142 S., Stuttgart
- Heribert Mühlen: Im-Wir-sein. Grundlegung der Wir-Wissenschaft. Aus dem Nachlass hrsg. von Wilhelm Maas, Paderborn, München, Wien, Zürich: Schöningh 2008, ISBN 978-3-506-76505-5

## Übersetzungen
- Robert Powell, Hermetische Astrologie, Teil: Bd. 1., Astrologie und Reinkarnation, übers. aus dem Englischen von Florian Mayr und Wilhelm Maas, Stuttgart, Urachhaus, 2001, S. 492, ISBN 978-3-8251-7267-1
- Robert Powell, Hermetische Astrologie : Teil: Bd. 2., Astrologische Biografik, übers. aus dem Engl. von Heidi Langen und Wilhelm Maas, Stuttgart, Urachhaus, 2003, S. 262, ISBN 978-3-8251-7417-0
- Robert Powell, Geschichte des Tierkreises, aus dem Engl. übers. von Wilhelm Maas, Tübingen, astronova, 2007, S. 256, ISBN 978-3-937077-23-9
- Der wandernde Narr : die Liebe und ihre Symbole ; eine christliche Tarot-Meditation ; neun Skizzen ; zweisprachige Ausgabe französisch-deutsch, Valentin Tomberg. Hrsg. und eingef. von Friederike Migneco und Volker Zotz, aus dem Franz. übers. von Wilhelm Maas, Luxemburg, Kairos Edition, 2007, S. 158, ISBN 978-2-9599829-5-8
- Robert Powell, Chronik des lebendigen Christus : Grundstein eines kosmischen Christentums, übers. von Wilhelm Maas und Heidi Langen, Basel, ILV, Informationsluecke-Verl., 2011, S. 568, ISBN 978-3-905955-23-1
- Robert Powell, Das größte Geheimnis unseres Zeitalters : Gedanken zur Wiederkunft des Christus, übers. von Heidi Langen und Wilhelm Maas, Basel, ILV, 2011, S. 194, ISBN 978-3-905955-13-2